# Joey Barton
Joey Barton (* 2. září 1982 Liverpool, Anglie) je anglický fotbalový záložník nedávno působící v klubu Glasgow Rangers. Dříve také nastupoval za Manchester City či Newcastle United. Jde o hráče, který má za sebou celou řadu kontroverzních afér, například si v roce 2008 odseděl 77 dní ve vězení kvůli pouliční bitce v Liverpoolu.